# 小行星3653
小行星3653（英語：3653 Klimishin）是一颗围绕太阳公转的小行星。1979年4月25日，尼古拉·切爾尼赫在克里米亚发现了此天体。
这颗小行星的绝对星等为73.94474140480297等。